# La Neuville-en-Beine
 La Neuville-en-Beine  es una población y comuna francesa, en la región de Picardía, departamento de Aisne, en el distrito de Laon y cantón de Chauny.

## Demografía
| 200 | 310 | 348 | 349 | 462 | 478 | 501 | 522 | 501 | 460 | 435 | 358 | 332 | 300 | 287 | 259 | 246 | 234 | 231 | 205 | 169 | 157 | 141 | 141 | 144 | 137 | 161 | 116 | 103 | 123 | 148 | 152 | 168 |
| Para los censos de 1962 a 1999 la población legal corresponde a la población sin duplicidades (Fuente: INSEE [Consultar]) |     |     |     |     |     |     |     |     |     |     |     |     |     |     |     |     |     |     |     |     |     |     |     |     |     |     |     |     |     |     |     |     |